# Erik de la Reguera
Erik de la Reguera, född 13 juni 1975 i Uppsala, är en svensk journalist, författare och översättare, som tidigare hette Gustafsson. Han arbetade i många år som korrespondent för Dagens Nyheter i Latinamerika, med bas i Mexico City och Buenos Aires. Sedan 2016 är han Dagens Nyheters korrespondent i Paris.
Åren 2005–2007 arbetade Erik de la Reguera på Dagens Nyheters redaktion i Stockholm och var då bland annat tidningens utsände efter bombdåden i London 2005 och under Libanonkriget 2006.
Åren 2007-2013 var han Dagens Nyheters Latinamerikakorrespondent, och rapporterade bland annat på plats om 2000-talets vänstervåg på kontinenten, orkankatastrofen i Haiti 2008, H1N1-utbrottet 2009 i Mexiko, statskuppen i Honduras 2009, jordbävningen utanför Chile 2010, Gruvolyckan i Copiapó 2010 och det pågående knarkkriget i Mexiko.
Han var 2015 med och startade tidningen Arbetets utrikessatsning Arbetet Global, tillsammans med utrikesreportern Erik Larsson.
I mars 2010 utkom han med boken Kokain: drogen som fick medelklassen att börja knarka och länder att falla samman på Norstedts förlag. Medförfattare till boken var Lasse Wierup.
I augusti 2014 utkom hans andra bok, Gränsbrytarna: den globala migrationen och nationalismens murar, på Norstedts förlag.

## Översättningar
- Från sydöstra Mexicos underjordiska berg (2001 och 2004) av Subcomandante Marcos. Urval av texter, översättning och en längre essä om Zapatisterna och konflikten i den mexikanska delstaten Chiapas av Erik de la Reguera (tidigare Gustafsson). Utgiven på Manifest förlag (numera ägs rättigheterna av Karneval förlag). 2004 gav Ordfront förlag ut en uppdaterad pocketutgåva av samma verk.

- Osaliga döda (2006), originaltitel Muertos Incomodos, av Paco Ignacio Taibo II och Subcomandante Marcos. Roman utgiven 2006 av Ordfront förlag i översättning av Erik de la Reguera (tidigare Gustafsson).

## Priser och utmärkelser
- 2012 – Wendelapriset för årets bästa socialreportage.[13]